# Combate de San Antonio
El Combate de San Antonio fue un enfrentamiento armado sucedido durante la Guerra civil peruana de 1843-1844, entre las tropas gobiernistas y las milicias revolucionarias, terminando con la victoria de estas últimas.

## Antecedentes
Tras el levantamiento de Tacna y la victoria de los constitucionales en el combate de Pachía, el ejército directorial se redujo a 3.200 soldados. A pesar de ello eran muy superiores en número a los revolucionarios. Nieto y Castilla planearon su estrategia.

## La batalla
La acción se inició en las alturas de Tumilaca, y los constitucionales forzaron a sus adversarios a pasar la noche sin agua y sobre las armas. Al amanecer del día siguiente, Guarda hizo acampar a sus tropas cerca a un riachuelo. Atento a este movimiento, Castilla avanzó completamente solo al campo enemigo y entró en la tienda de Guarda, a quien le ofreció capitular (lo cual era solo una simulación). Tras ponerse de acuerdo en los términos de la capitulación, Castilla sugirió a Guarda que diera descanso a sus tropas para que fueran a beber al riachuelo. El mismo Castilla, saliendo de la tienda, se dirigió a estas tropas y con voz estentórea les ordenó: “Batallón: armar pabellones y al agua”. Los soldados de Guarda obedecieron, como si hubieran escuchado a su propio jefe. Fue entonces el momento oportuno para que entraran a actuar los soldados de Castilla, quienes avanzando al trote, rodearon la tienda de Guarda, mientras que Castilla ingresaba y tomaba del brazo al jefe vivanquista, diciéndole: “Es usted mi prisionero”. Los soldados de Guarda, como estaban desarmados, fueron fácilmente hechos prisioneros. Esta fue una gran victoria para los constitucionales, quienes, en su mayoría milicianos, sometieron a un ejército de soldados experimentados, superiores en número y armamento.

## Consecuencias
Como consecuencia de esta victoria, la rebelión avanzó hasta Puno, Cuzco y Andahuaylas, consolidándose así en todo el sur peruano, a excepción de Arequipa, que se mantuvo inquebrantable en su lealtad a Vivanco.